# 阿部隼太
阿部 隼太 （あべ じゅんた、生没年不詳）は、新選組隊士。隼多、集多とも。

## 来歴
江戸の出身で、阿部弥七郎の子として生まれる。
慶応3年9月（1867年9 - 10月）に上洛し、入隊する。翌慶応4年（1868年）1月の鳥羽・伏見の戦いを経て、江戸に帰還する。
同年8月（1868年10月）の母成峠の戦いで負傷する。翌明治2年5月（1869年6月）、箱館戦争の後に弁天台場で降伏。弘前の薬王院に収容された。以後の消息は不明。